# Joseph Augustus
Joseph Augustus  est un footballeur belge, né le 15 novembre 1898 et mort le 12 mai 1975.
Milieu de terrain au Royal Antwerp FC, il a été Vice-Champion de Belgique en 1925.
International, il a joué cinq matches en équipe de Belgique.

## Palmarès
- International de 1921 à 1925 (5 sélections)
- premier match international: le 5 mai 1921, Belgique-Italie, 2-3 (match amical)
- Vice-Champion de Belgique en 1925 avec le Royal Antwerp FC